# Kambiwa
Genre
Kambiwa est un genre d'araignées aranéomorphes de la famille des Pholcidae.

## Distribution
Les espèces de ce genre sont endémiques du Brésil.

## Liste des espèces
Selon World Spider Catalog (version 14.5, 2014) :
- Kambiwa anomala (Mello-Leitão, 1918)
- Kambiwa neotropica (Kraus, 1957)

## Publication originale
- Huber, 2000 : New World pholcid spiders (Araneae: Pholcidae): A revision at generic level.Bulletin of the American Museum of Natural History, no 254, p. 1-348 (texte intégral).